# Пена (Техас)
Пена (англ. Pena) — переписна місцевість (CDP) в США, в окрузі Старр штату Техас. Населення — 73 особи (2020).

## Географія
Пена розташована за координатами 26°24′55″ пн. ш. 98°58′12″ зх. д. / 26.41528° пн. ш. 98.97000° зх. д. (26.415216, -98.969950).  За даними Бюро перепису населення США в 2010 році переписна місцевість мала площу 0,05 км², уся площа — суходіл. В 2017 році площа становила 0,04 км², уся площа — суходіл.

## Демографія
Згідно з переписом 2010 року, у переписній місцевості мешкало 118 осіб у 27 домогосподарствах у складі 26 родин. Густота населення становила 2596 осіб/км².  Було 30 помешкань (660/км²).
Расовий склад населення:
| - 98,3 % — білих - 1,7 % — осіб інших рас |

До двох чи більше рас належало 0,0 %. Частка іспаномовних становила 77,1 % від усіх жителів.
За віковим діапазоном населення розподілялося таким чином: 48,3 % — особи молодші 18 років, 46,6 % — особи у віці 18—64 років, 5,1 % — особи у віці 65 років та старші. Медіана віку мешканця становила 18,7 року. На 100 осіб жіночої статі у переписній місцевості припадало 76,1 чоловіків;  на 100 жінок у віці від 18 років та старших — 69,4 чоловіків також старших 18 років.
Цивільне працевлаштоване населення становило 19 осіб. Основні галузі зайнятості: роздрібна торгівля — 52,6 %.